# Eclipse solar de 29 de março de 2025

Esquema animado mostrando as áreas atingidas pelo eclipse

O eclipse solar de 29 de março de 2025 foi um eclipse solar visível sobre o noroeste da África, Europa e Rússia. Foi o eclipse número 21 na série Saros 149 e teve magnitude 0.9376.